# 麻纤维

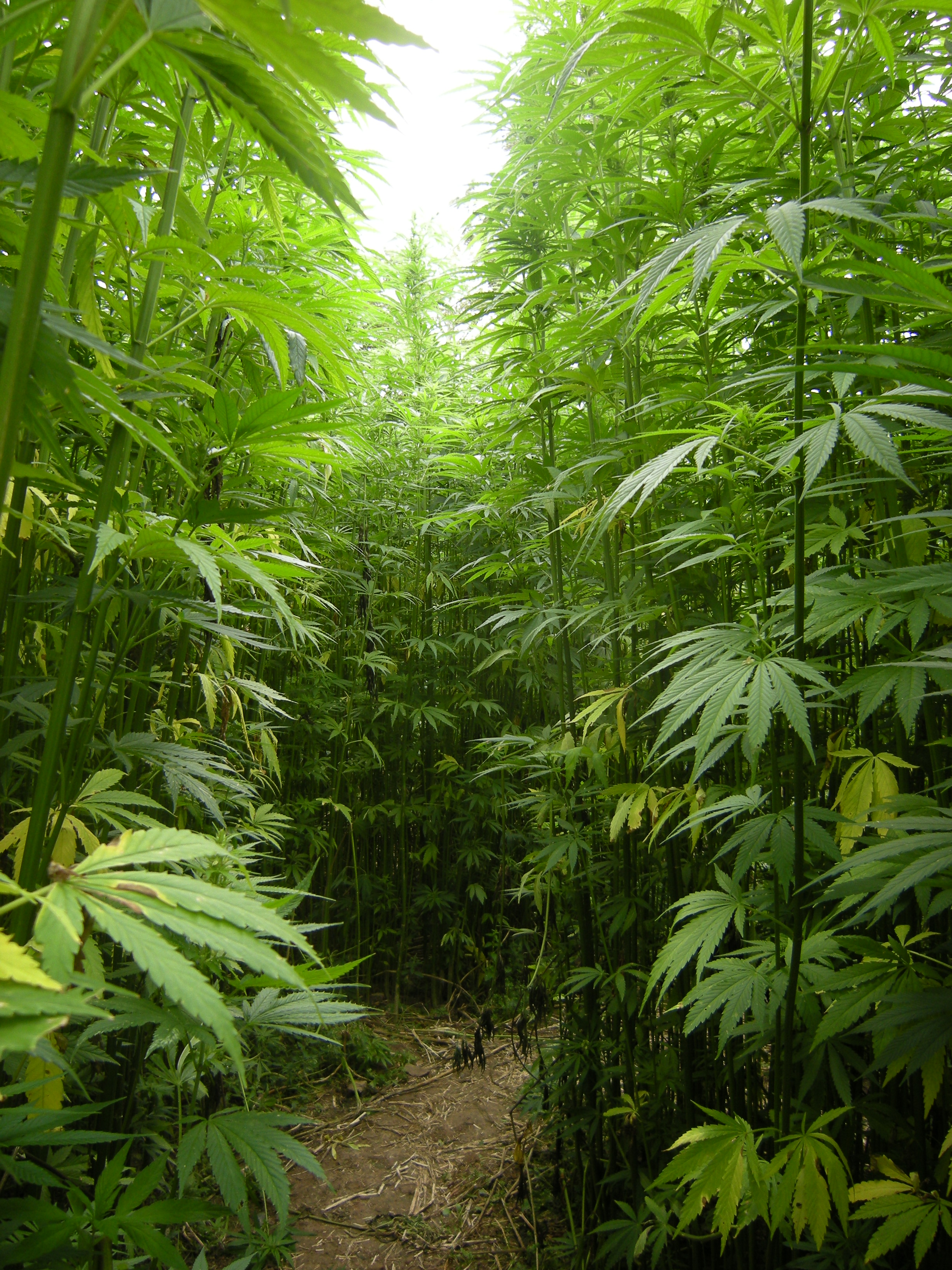
麻

麻纖維是一种植物纖維，可以當做紡織原料，分为韧皮纤维和叶纤维两大类。其中，韧皮纤维有苎麻、亚麻、胡麻、黄麻、红麻、茼麻、漢麻（大麻）、罗布麻等；叶纤维有剑麻、蕉麻、菠萝麻等。

## 原料

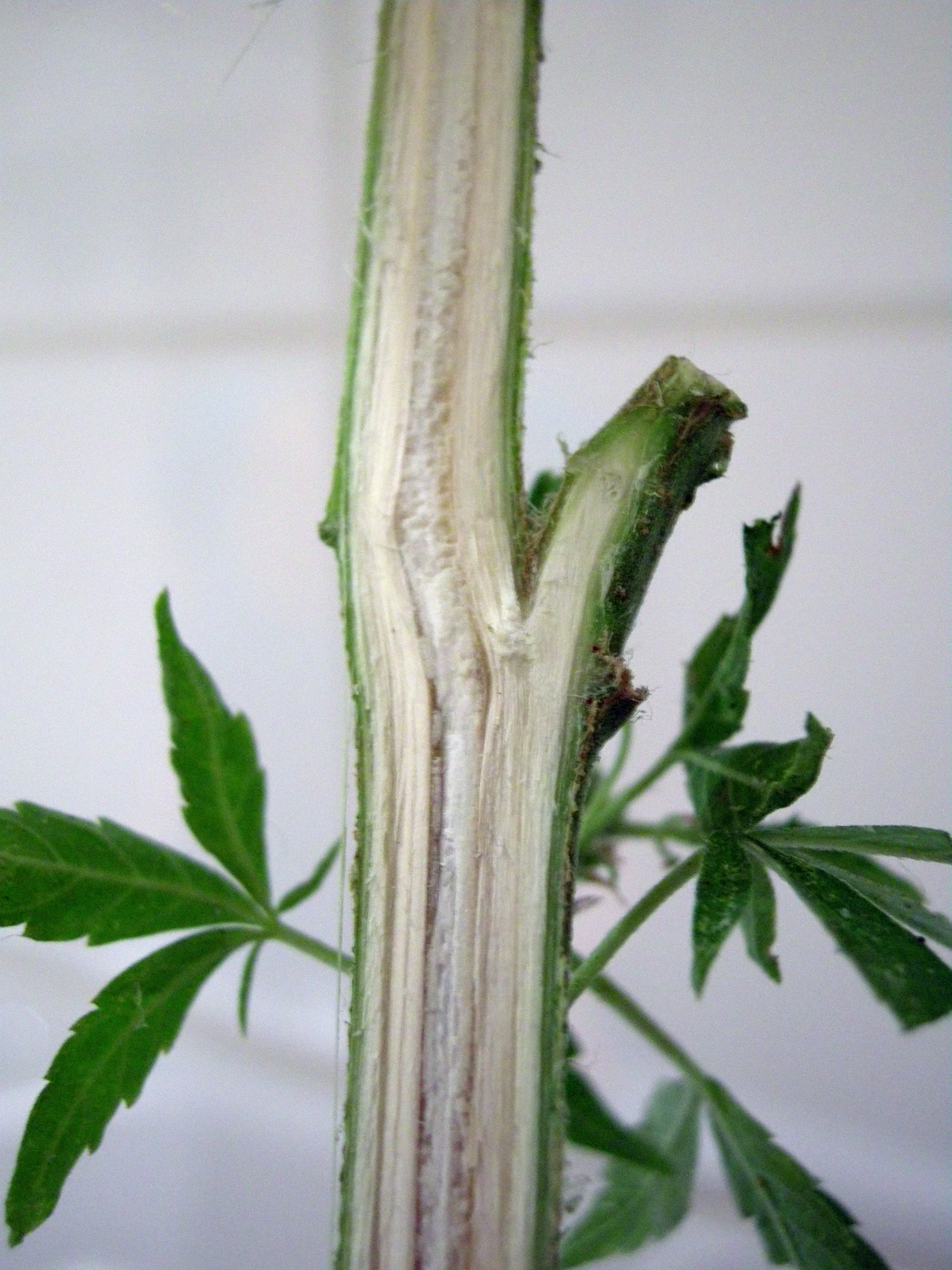
漢麻的莖

漢麻（英語：Hemp，源自古英文：hænep），可以被當成經濟作物與工業原料的大麻，通常是低四氫大麻酚的品種，不能作為藥用。它的植物纖維與種子油脂可以被用來作為製紙，紡織（大麻具有杀菌作用），生物降解塑料(biodegradable plastics)，建築材料，健康食品，動物飼料以及燃料之用，在工業上有許多用途。至於能作為藥用的大麻，在英文中稱為 marijuana。目前在許多國家，例如加拿大、西班牙、中國、日本、韓國、英國、法國、南非、埃及與愛爾蘭，這種大麻，皆允許被作為一種合法的經濟作物。 
大麻是一種能夠快速生長的生物質能，每年每公頃的農地能夠生產出 25噸的乾燥大麻。因為不需要太多殺蟲劑與殺草劑，它也是一種對環境友善的經濟作物。
亚麻是世界上最古老的纺织纤维,主要产于苏联、波兰、德国、比利时、法国、爱尔兰等国。其中北爱尔兰和比利时为世界上最大的出口国。黑龙江和吉林是中国主要的产地。
苎麻起源于中国，所以有被称作“中国草”，目前中国、菲律宾、巴西为主要产地。中国的苎麻主要产于两湖，两广，江西，四川，贵州等地，中国的苎麻，强度高，纤维素含量高，光泽好，广受国际市场欢迎。

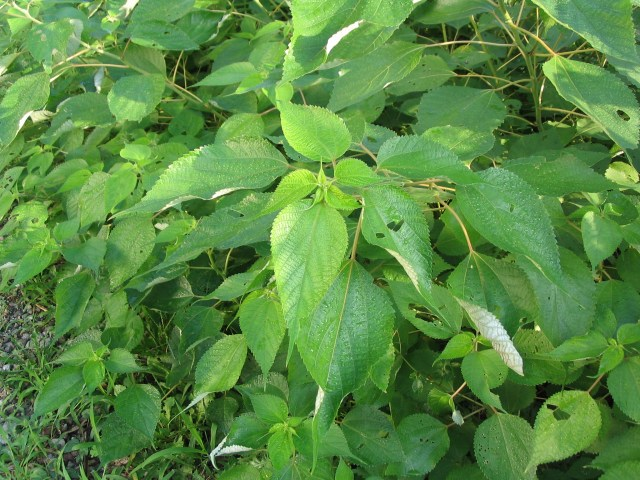
苎麻

## 纤维形态
亚麻，苎麻纵向平直，有竖纹横节，有点像甘蔗。苎麻截面为腰圆、扁圆形，有较大中腔，粗看与棉相似，但棉纤维粗的多，且截面上有裂纹。亚麻的横截面为不规则的多角形，中腔较小，截面外观有点像石榴子，麻纤维粗细不匀，且粗糙硬挺，很大程度上决定了麻制品自然粗狂的外观和手感。

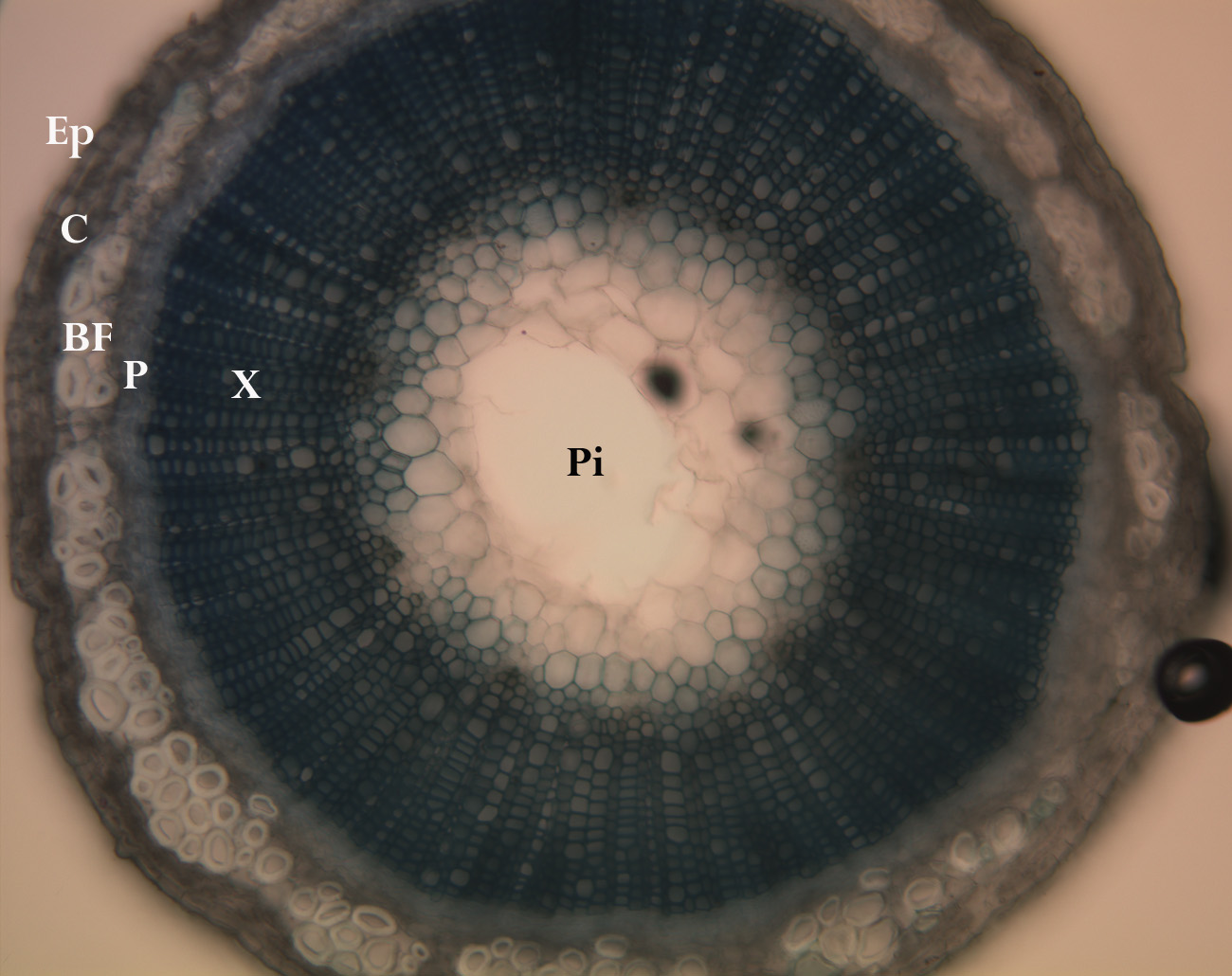
亚麻纤维

## 外观性能
麻纤维光泽好，颜色有象牙色，棕黄色，灰色等，纤维之间存在色差，形成的植物颜色往往很不均一，有一定色差。麻纤维不易漂白染色，因此市场上看到的麻纤维颜色大多较灰暗，本色麻布或浅灰、浅米颜色较多，鲜艳颜色较少。麻纤维较粗硬，其织物较棉织物粗糙硬挺，经改良后可制得较柔软平滑的产品，但总的来说，麻纤维大多具有挺爽的手感和粗细不匀的纹理特性，可制成造型的服装。麻纤维的缺点是弹性差，其制品易起皱，皱纹不易消失，因此很多高级西装和外套的麻织物都要经过防皱整理。散碎麻纤维也被称为麻刀，用于调和建筑用砂浆。

## 舒适性能
麻制品吸湿性好，而且放湿速度快，因此出汗后不黏贴人的皮肤。另外麻织品不易产生静电，但是麻制品比较粗硬，毛羽与人接触有刺痒感。

## 耐用性与加工保养性能
麻纤维具有较高的强度，比较耐用，而且湿强大于干强，耐水洗。麻的耐热性好，熨烫温度可达190~210摄氏度，而且常用湿熨，热定型性好，麻纤维耐碱不耐酸，且比较硬脆，压缩弹性差。经常折叠的地方容易断裂，因此保养的时候不应重压，在织物褶裥处不宜熨烫，否则会导致褶裥处断裂。

## 苎麻与亚麻的区别
苎麻的纤维比亚麻粗长的多，强度更大，更硬脆，在折叠的地方更易折断。因此在设计苎麻衣服时应该避免褶裥造型，保养时也不要压折。苎麻洁白，光泽，染色性比亚麻好，易得到比亚麻更丰富的颜色。